# Olstadbreen
Olstadbreen är en glaciär på den obebodda Peter I:s ö i Västantarktis. Olstadbreen ligger 1 106 meter över havet.
Norge gör anspråk på ön, och glaciären har fått sitt namn efter den norske zoologen Ola Olstad. Olstad hade medverkat på forskningsexpeditioner på ögrupper i Antarktis 1927-1928, och ledde också Norvegia-expeditionen, som i februari 1929 var först med att landstiga på Peter I:s ö.
Terrängen runt Olstadbreen är bergig åt nordost, men åt sydväst är den kuperad. Glaciären ligger nära havet i väster.